# Sobborgo di San Nicola
Il Sobborgo di San Nicola o Sobborgo di Corso Garibaldi e di San Nicola, localmente detto "lu quart ammande", è un rione sito a San Salvo in  provincia di Chieti.

## Descrizione e storia
Il nome proviene dall'antica chiesetta di San Nicola, posta lungo lo stradone di corso Garibaldi; posta fuori dal perimetro murario medievale del Quadrilatero, in direzione di Porta della Terra. Nella seconda metà del Novecento il sobborgo si sviluppò con nuove abitazioni sino a fondersi con il centro storico. Tra il 1973 e il 1979 fu costruita anche la nuova parrocchia dedicata a San Nicola vescovo.
Il sobborgo è sito in Corso Garibaldi, in Via Savoia ed in Via Lentella ed è costituito con impianto urbano ad isolati paralleli. Gli edifici risalgono ad un periodo compreso tra il XVIII ed il XIX secolo, ma in una ricognizione di un locale sotterraneo di Vico III G. Garibaldi furono esaminati alcuni ambienti con volte in laterizio, questa tecnica risulta precedente a quella usata nel periodo summenzionato. Questo edificio, in seguito è stato demolito.

## Monumenti e luoghi d'interesse[1]
- Chiesa dell'Addolorata (Chiesa vecchia di San Nicola): la chiesa si trova su corso Garibaldi, fu usata fino agli anni '70 quando fu sostituita dall'adiacente nuova parrocchiale di san Nicola Vescovo. Risale al XVII secolo ed è in stile rurale. È stata restituita ai fedeli nel 2019. Ha pianta piccola rettangolare a navata unica, con campanile a vela. La facciata è decorata da un portale classico con lunetta mosaicata di recente[non chiaro].

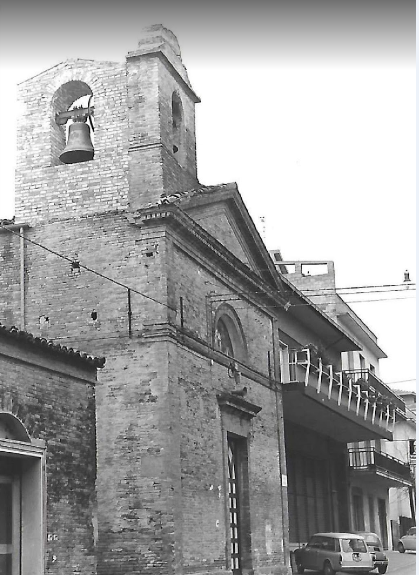
Una foto d'epoca della Chiesa vecchia di San Nicola, oggi intitolata all'Addolorata

- Chiesa Parrocchiale di San Nicola Vescovo: nuova parrocchia del quartiere, si trova sulla piazza omonima, parallela a via Garibaldi. Fu costruita nel 1973 come seconda principale chiesa sansalvese, per l'accrescimento dei parrocchiani. Voluta dal vescovo di Chieti Monsignor Vincenzo Fagiolo, e dalla popolazione per bocca di don Pietro Santoro, viceparroco di San Giuseppe. Animata dalla presenza dell'Azione Cattolica, la parrocchia è divenuta presto un centro di aggregazione sociale di San Salvo, non solo per le attività religiose, ma anche ludiche e celebrative, come l'organizzazione del Carnevale e di eventi culturali, teatrali, cinematografici e sportivi. La chiesa è stata completata nel 1979, la casa canonica nel 1989, l'auditorium Paolo VI nel 1993. La chiesa ha un impianto a triangolo isoscele, con la facciata situata al lato base del solido geometrico, il cui soffitto si innalza su nervature geometriche, formando una sorta di cappuccio. Il campanile staccato è una slanciata torre che termina a triangolo anch'essa. Nel 2017 a causa di mancati lavori di restauro la chiesa è stata dichiarata inagibile, e sono sorte polemiche per il volere del parroco di abbatterla, per ricostruirne una nuova. Tuttavia si sono trovati accordi con la diocesi, e nel 2019 sono partiti i lavori.

- Palazzo Ciavatta risalente al (XVIII-XIX secolo); su via Garibaldi. Il palazzo presenta tracce di colore rosso pompeiano;
- Palazzo Mario Artese con decorazioni e dipinti di scuola napoletana risalenti alla fine dell'Ottocento;
- Palazzo Pietro Artese;
- Casa Torricella in stile barocco.